# Spondiloartropatia
La spondiloartropatia o spondiloartrosi si riferisce a qualsiasi malattia articolare della colonna vertebrale. Come tale, è una categoria di malattie di specifica entità. Differisce dalla spondilopatia, che è una malattia della vertebra stessa. Tuttavia, molte condizioni implicano sia la spondilopatia che spondiloartropatia.
La spondiloartropatia con infiammazione è chiamata spondilite anchilosante. In senso più ampio il termine spondiloartropatia include interessamento articolare della colonna vertebrale di qualsiasi tipo di malattia articolare, tra cui l'artrite reumatoide e l'osteoartrite,ma il termine è spesso utilizzato per un gruppo specifico di disturbi con determinate caratteristiche comuni: definito specificatamente spondiloartropatie sieronegative. Queste hanno una maggiore incidenza di HLA-B27, così come il fattore reumatoide negativo e ANA. L'entesopatia a volte è anche presente in associazione alla spondartrite sieronegativa.
I sintomi della spondiloartropatia includono artrite asimmetrica periferica (la quale differisce dall'artrite reumatoide), artrite articolare interfalangea del dito del piede, tendine d'Achille, fascite plantare, costocondrite, irite e lesioni mucocutanee. Tuttavia, il mal di schiena è il sintomo clinico più comune della malattia.

## Spondiloartropatia Sieronegativa
Spondiloartropatia sieronegativa (o spondiloartrite sieronegativa) è un gruppo di malattie che coinvolgono lo scheletro assiale e hanno un negativo stato sierologico.
"Sieronegativi" si riferisce al fatto che queste malattie sono negative per il fattore reumatoide, il quale indica un meccanismo patofisiologico diverso della malattia di quello che è comunemente visto nell'artrite reumatoide.

### Condizioni
Le seguenti condizioni sono in genere incluse nel gruppo di spondiloartropatie sieronegative:
| Condizione                                                                       | Percentuale di persone con la condizione che siano HLA-B27 positivo |
| -------------------------------------------------------------------------------- | ------------------------------------------------------------------- |
| Spondilite anchilosante                                                          | - Caucasici: 92% [7] - Afro-americani: 50%                          |
| Artrite reattiva                                                                 | 60-80%                                                              |
| Artrite enteropatica o spondilite associata a malattia infiammatoria intestinale | 60%                                                                 |
| Artrite psoriasica                                                               | 60%                                                                 |
| Isolata acuta uveite anteriore                                                   | 50%                                                                 |
| Artrite idiopatica giovanile                                                     |                                                                     |
| Spondiloartropatia indifferenziata                                               | 20-25%                                                              |

### Caratteristiche comuni
Queste malattie hanno le seguenti condizioni in comune:
- Sieronegative (cioè il fattore reumatoide non è presente)
- Essi sono in relazione a HLA-B27
- Artrite assiale infiammatoria, generalmente sacroileite e spondilite
- Oligoartrite, generalmente con presentazione asimmetrica
- Entesite, per esempio fascite plantare, tendinite, costocondrite.
- aggregazione familiare
- Caratteristiche extra-articolari, come il coinvolgimento degli occhi (uveite anteriore), della pelle, del tratto genito-urinario e insufficienza aortica
- la sovrapposizione è probabile tra le varie condizioni causali

### Classificazione
Valutazione della SIS ( Società Internazionale Spondiloartrite) viene utilizzato per la classificazione della spondiloartrite assiale (da applicare per i pazienti con mal di schiena superiore o uguale a 3 mesi e con età di insorgenza inferiore a 45 anni). Si tratta di due grandi Tipi: 
1. Sacroileite più 1 caratteristica SpA
2. HLA-B27 più 2 altre caratteristiche SpA

Sacroileite:
- Attivo (acuta) infiammazione alla RM
- Sacroileite radiografica definitiva

Caratteristiche SpA: 
- Mal di schiena infiammatorio
- Artrite
- Entesite
- Uveite anteriore
- Dattilite
- Psoriasi
- Malattia di Crohn o la colite ulcerosa
- Buona risposta ai FANS
- Storia familiare di SpA
- HLA-B27
- CRP elevata

## Epidemiologia
In tutto il mondo la prevalenza di spondiloartropatia è approssimativamente del 1.9%.